# Greg Ward (Musiker)
Greg Ward (* 1982 in Chicago) ist ein US-amerikanischer Musiker (Altsaxophon, Klarinette) des Creative Jazz und Komponist.

## Leben und Wirken
Ward wuchs in einer musikalischen Familie auf und sang als Kind in Gospel-Gruppen. Unter dem Eindruck der Musik Charlie Parkers begann er Saxophon zu spielen. 2000 gewann er den High School Jazz Soloist Award des Magazins Down Beat. 2001 verbrachte er in Steans Music Institute in Ravinia. Er kam zunächst nach Chicago zurück, wo er ab 2002 für Fred Anderson in dessen Velvet Lounge das Mittwochabend-Programm verantwortete. Er arbeitete mit Ernest Dawkins’ Chicago 12, Hamid Drake (Bindu, 2005), Mike Reed, dem Chicago Afro-Latin Jazz Ensemble und mit der Occidental Brothers Dance Band International.
Ab 2005 gehörte er dem Exploding Star Orchestra an. Er wirkte auch bei Aufnahmen von Karl E. H. Seigfrieds Portrait of Jack Johnson (2007) mit. Mit Jason Adasiewicz, Mary Halvorson, Taylor Ho Bynum und Ingrid Laubrock war er Mitglied des Sun-Ra-Projekts Living by Lanterns, das auf der Basis von 700 Stunden Archivmaterial das Album New Myth/Old Science aufnahm. 2010 legte Ward sein Debütalbum South Side Story (Nineteen Eight) vor, gefolgt von Greg Ward’s Phonic Juggernaut (Thirsty Ear), mit Joe Sanders (Bass) und Damion Reid (Schlagzeug) und 2016 Touch My Beloved’s Thought (u. a. mit Tim Haldeman, Keefe Jackson, Ben LaMar Gay und Jason Roebke). Ward lebt in New York City. Auch schrieb er Kammermusik für verschiedene Besetzungen. 2016 führte er mit Musikern und Tänzern eine Suite auf, die Bezug auf  The Black Saint and the Sinner Lady nimmt.
Anfang 2019 legte er das Album Stomping Off from Greenwood vor. Zu hören ist er u. a. auch auf Jason Roebkes Album Cinema Spiral (2016), Charles Rumbacks Cadillac Turns (2019) und Seven Bridges (2021), Makaya McCravens In These Times (2022) und Mike Allemanas Vonology (2023).

## Diskographische Hinweise
- Jason Stein, Greg Ward, Eric Revis, Jim Black: Nature Work (2019)
- Greg Ward, Jason Stein, Matt Lux, Marcus Evans & Chad Taylor: 85bears (2020)
- Greg Ward’s Rogue Parade: Dion’s Quest (Sugah Hoof, 2023), mit Matt Gold, Dave Miller, Matt Ulery, Quin Kirchner
- Greg Ward, Ziv Ravitz, Matthew Stevens, Leo Genovese: Full Cream (2024)